# Mark González
Mark Dennis González Hoffmann (Durban, 10 de julho de 1984) é um ex-futebolista chileno que atuava como meia.

## Carreira

### Universidad Católica
Começou a carreira na Universidad Católica do Chile.

### Albacete
Foi contratado pelo Albacete em meados de 2004.

### Real Sociedad
Se destacou na Real Sociedad.

### Liverpool
Mark González chegou a jogar pelo Liverpool na temporada 2006–07. O jogador foi campeão da Supercopa da Inglaterra e vice-campeão da Liga dos Campeões pelo Liverpool.

### Betis
O meia sofreu ataques epilépticos e acabou deixando o time.

### CSKA Moscou
Jogou também outros cinco no CSKA Moscou, onde teve graves problemas de lesão que quase levaram ao fim da sua carreira.

### Retorno a Universidad Católica
No início de 2014, ele acertou sua volta a Universidad Católica.

### Sport
Em 2016, González assinou com o Sport por dois anos. Pelo rubro-negro, Mark só marcou um gol no Campeonato Brasileiro 2016, no empate em 1–1 com o América Mineiro, no estádio da Ilha do Retiro. Sua passagem foi ofuscada pelas constantes lesões, culminando numa dispensa acordada pelas duas partes. Atuou em dezenove partidas pelo Leão da Ilha.

### Colo Colo
Após passagem apagada pelo Sport, Mark González fechou com o Colo Colo para disputa da Libertadores 2017.

## Seleção chilena
Mark González acumula muitas passagens pela seleção do país. Ele também atuou por diversas oportunidades com a camisa da seleção chilena, defendendo-a 54 vezes, inclusive na Copa do Mundo de 2010. Além disto, ele enfrentou o Brasil no começo das eliminatórias para a Copa de 2018.
Recentemente, Mark participou e foi campeão da Copa America nos Estados Unidos. Meia teve participação da vitória sobre a seleção argentina.

## Títulos
Universidad Católica
- Liguilla Pré-Sudamericana: 2003

Liverpool
- Supercopa da Inglaterra: 2006

CSKA Moscou
- Copa da Rússia: 2010–11
- Campeonato Russo: 2012–13

Sport
- Taça Ariano Suassuna: 2016

Seleção Chilena
- Copa América: 2016